# Timon (Vorname)
Timon ist ein männlicher Vorname. Er geht auf den gleichlautenden altgriechischen Personennamen zurück; zu dessen Namensträgern siehe Timon.

## Herkunft und Bedeutung
Die Bedeutung des Namens Timon kann man mit „der Angesehene, Geehrte; der Ehrenwerte, Ehrwürdige“ wiedergeben. Timon (Τίμων) kommt vom altgriechischen τιμή für Ehre.

## Namenstag
überkonfessionell:
- 28. Juli

Weiterhin:
- 4. Januar und 30. Dezember (Orthodoxe Kirche)
- 9. April, 5. Mai, 25. Juni, 30. Dezember (Armenische Kirche)
- 23. Oktober (Koptische Kirche)

## Namensträger
- Timon Altwegg (* 1967), Schweizer Pianist
- Timon Ballenberger (* 1992), deutscher Schauspieler
- Timon Dzienus (* 1996), deutscher Politiker
- Timon Gremmels (* 1976), deutscher Politiker (SPD)
- Timon Haugan (* 1996), norwegischer Skirennläufer
- Timon Karl Kaleyta (* 1980), deutscher Autor und Musiker
- Timon Koulmassis (auch: Koulmasis, griechisch: Τίμων Κουλμάσης;* 1961), deutsch-griechischer Regisseur und Schriftsteller
- Timon Krause (* 1994), deutscher Mentalist
- Timon Maurer (* 2000), österreichischer Kanute
- Timon Screech (* 1961), britischer Kunsthistoriker und Spezialist für die Edo-Zeit
- Timon Seubert (* 1987), deutscher Radrennfahrer des UCI Continental Teams
- Timon Walther (1800–1881), deutscher Lehrer, Pfarrer und Politiker
- Timon Wellenreuther (* 1995), deutscher Fußballspieler

## Fiktive Personen
- Timon und Pumbaa, Zeichentrickfiguren im Disney-Film Der König der Löwen und aus der Serie Abenteuer mit Timon und Pumbaa

## Varianten
- Tim (beliebte Kurzform)
- Timm
- Timo